# Seliștiuța, Mehedinți
Seliștiuța este un sat în comuna Bâcleș din județul Mehedinți, Oltenia, România.